# 地球の緑の丘
『地球の緑の丘』（ちきゅうのみどりのおか、原題："The Green Hills of Earth"）は、アメリカのSF作家ロバート・A・ハインラインが1947年に発表した短編SF小説。また、それを表題作とする短編集。

## 概要
宇宙の放浪詩人ライスリングの生き様を通して人生の哀切と、職業人としての誇りを描いた作品。
作品自体の出来に加えて、掲載誌がサタデー・イブニング・ポスト誌だった事も当時SF界に衝撃を与えた。この事はそれまで一部の愛好家の物とされていたSFが市民権を得た象徴的事件とされている。
『地球の緑の丘』というタイトルは現在ではハインラインのものとして有名だが、これは彼のオリジナルではなく、C・L・ムーア作のスペースオペラ「ノースウェスト・スミスシリーズ」の一篇「スターストーンを求めて」から採られている。同作品に感銘したハインラインがムーアの了解を得て自作品のタイトルとしたものである。
日本では、日本初のSF雑誌として知られる『星雲』の1954年12月創刊号（この号のみで廃刊）に「地球の山々は緑」（雅理鈴雄訳）の訳題で初めて紹介された。

## あらすじ
盲目の放浪詩人として数々の名詩を残した“ノイジー（口やかましい）”・ライスリング。しかし彼は後世に考えられた様な高貴な人物ではなかった。原子炉の「罐焚き」機関士として宇宙に飛び立ち、事故による失明でその仕事が出来なくなった後も酒瓶を片手に宇宙を放浪し続けた、ただの酔いどれの宿無しだったのだ。これは最後の最後まで1スペース・マンとしての生を全うした一人の宇宙船乗りの物語である。

## 長編詩「地球の緑の丘」
「地球の緑の丘」とは作中でライスリングが最後に残した長編詩のタイトルでもある。詩の大意は「どれほど広く宇宙を巡り歩いても地球ほど慕わしく美しい場所は無い」、というもので遥かかなたの宇宙から故郷を慕う望郷の歌である。
この「遥かかなたの地球を慕う」という極めてSF的な、しかし心情的には「故郷を慕う」という誰もが共感できる感情を呼び覚ますモチーフは、その後の様々な作品に影響を与え、楽曲化などもなされた。
この歌とライスリングの名は、ハインラインの別の作品『ガニメデの少年』においても言及されている。また、同じく別作品の『愛に時間を』の主人公ラザルスは、火星で酒場兼娼館を経営していたころに"ノイジー"と出会って、しばらく居候させている。

## 短編集
1951年にアメリカ合衆国出版された短編集<en:The Green Hills of Earth (short story collection)>。日本語訳は元々社と早川書房ハヤカワ・SF・シリーズから出版された。ハヤカワ文庫版は同書名であるが、底本が<en:The Past Through Tomorrow>となっており、上記2冊と異なる。

### 元々社版
- 『最新科学小説全集16 地球の緑の丘』、石川信夫訳、1957年1月、テーマごとに編目を分けるのが特徴
  - 空間篇
  - 「美女と宇宙駅」 Delilah and the Space-Rigger （1949年）
  - 「宇宙パイロット」 Space Jockey （1947年）
  - 月世界篇
  - 「月世界原爆隊」 The Long Watch （1949年）
  - 「適格者」 The Black Pits of Luna （1944年）
  - 月・地球・宇宙篇
  - 「故郷」 It's Great to Be Back! （1947年）
  - 「宇宙に落ちた男」 Ordeal in Space （1941年）
  - 「地球の緑の丘」 The Green Hills of Earth （1947年）
  - 「金星植民地」 Logic of Empire （1941年）

### ハヤカワ・SF・シリーズ版
- 『地球の緑の丘』、ハヤカワ・SF・シリーズ3037、1962年7月
  - 「デリラと宇宙野郎たち」 Delilah and the Space-Rigger （1947年）矢野徹訳
  - 「宇宙パイロット」 Space Jockey （1949年）矢野徹訳
  - 「果てしなき看視」 The Long Watch （1949年）福島正実訳
  - 「お席へどうぞ、諸君!」 Gentlemen, Be Seated （1948年）青田勝訳
  - 「黒い孔」 The Black Pits of Luna （1948年）福島正実訳
  - 「故郷」 It's Great to Be Back! （1947年）福島正実訳
  - 「犬の散歩も引き受けます」 —We Also Walk Dogs （1941年）青田勝訳
  - 「宇宙での試練」 Ordeal in Space （1948年）井上一夫訳
  - 「地球の緑の丘」 The Green Hills of Earth （1947年）田中融二訳
  - 「帝国の論理」 Logic of Empire （1941年）小泉太郎（生島治郎）訳

### ハヤカワ文庫SF版
en:The Past Through Tomorrowを3分冊で訳出したものの第2編
- 『地球の緑の丘』、ハヤカワ文庫SF673、矢野徹訳、1986年7月 ISBN 4-15-010673-8
  - 「宇宙操縦士」 Space Jockey
  - 「鎮魂曲」 Requiem （1940年）
  - 「果てしない監視」 The Long Watch
  - 「坐っていてくれ、諸君」 Gentlemen, Be Seated
  - 「月の黒い穴」 The Black Pits of Luna
  - 「帰郷」 It's Great to Be Back!
  - 「犬の散歩も引き受けます」 —We Also Walk Dogs
  - 「サーチライト」 Searchlight （1962年）
  - 「宇宙での試練」 Ordeal in Space
  - 「地球の緑の丘」 The Green Hills of Earth
  - 「帝国の論理」 Logic of Empire